# Мылинское
Мы́линское (Мыленское; бел. Мы́ленскае) — озеро в Россонском районе Витебской области Белоруссии, на границе с Себежским районом Псковской области России. Через озеро протекает река Черепетица, левый приток Нищи.

## Описание
Озеро Черепитское расположено в 6 км к северу от городского посёлка Россоны, на границе с Россией. На северном берегу, который принадлежит Себежскому району Псковской области, находится деревня Мыленки. Высота водного зеркала над уровнем моря — 138,9 м.
Площадь поверхности водоёма составляет 0,95 км², длина — 3,1 км, наибольшая ширина — 0,55 км. Длина береговой линии — 6,7 км.
Котловина сильно вытянута с запада на восток. Береговая линия образует несколько небольших заливов. Напротив одного из заливов в северной части расположен небольшой остров, принадлежащий Белоруссии.
На востоке в озеро втекает река Черепетица (до этой точки именуемая Межево), которая далее сразу следует через озёра Черепитское и Вальковское. Короткая широкая протока, соединяющая Мылинское озеро с Вальковским, находится в южной части водоёма. С российской стороны впадают малые реки Голомятец и Комлевка.
В озере обитают лещ, щука, линь, плотва, окунь, карась, краснопёрка и другие виды рыб.